# Citynews
Citynews S.p.A. è un'azienda italiana attiva nel settore dell'editoria digitale. Fondata nel 2010 come start-up innovativa, gestisce una rete di testate giornalistiche on-line composta da 50 edizioni metropolitane ed una a carattere nazionale in Italia a cui si aggiungono tre edizioni tematiche ed un'edizione internazionale.

## Storia
Citynews nacque nel gennaio 2010 come start-up innovativa su iniziativa di Luca Lani e Fernando Diana con i primi cinque giornali on-line: RomaToday, MilanoToday, NapoliToday, IlPescara e IlPiacenza, cui entro la fine dell'anno si aggiunsero ParmaToday e FirenzeToday. Nel corso dell'anno successivo Principia SGR S.p.A. attraverso il fondo Principia II concedette un finanziamento pari a 3 milioni di euro; contestualmente furono inaugurate le edizioni: FoggiaToday, TorinoToday e GenovaToday mentre si procedette all'acquisizione di LeccePrima, RomagnaOggi e AgrigentoNotizie.
Nel 2012 aprirono le edizioni locali di Monza, Treviso, Venezia, Treno e Udine cui si aggiunse l'edizione nazionale denominata Today. Ad aprile si tenne a Rimini la prima convention della start-up. Un anno dopo partì la prima campagna di comunicazione, denominata Citynews TU, e fu sottoscritto un secondo round di investimenti per 1,5 milioni di euro, portando alla trasformazione da start-up a società per azioni.
Nel 2014 procedette all'acquisto di BrindisiReport e TriestePrima ed all'apertura dell'edizione locale di Lecco. Contestualmente la società aprì una propria concessionaria interna per la pubblicità per fare poi il proprio ingresso in Audiweb.
Nel corso degli anni successivi Citynews si espanse ulteriormente con l'acquisto di: QuiComo, FrosinoneToday, CasertaNews e EuropaToday (2017) e ArezzoNotizie (2019) e il lancio di ulteriori edizioni locali ad Avellino, Terni e Livorno e delle prime edizioni tematiche.
Alla fine del 2017 Citynews si è classificata al terzo posto nella classifica di comScore tra le pubblicazioni online nazionali per le visite mentre nel 2018 si è classificata al secondo posto nella classifica comScore tra le edizioni online nazionali da visitare. Nel mese di luglio 2018 viene abbassata dalla valutazione alla quarta posizione nella classifica delle pubblicazioni online in visita. Nell'agosto 2018 si è classificata nuovamente al secondo posto nella classifica delle edizioni online per le visite. Per il 2018, il gruppo editoriale Citynews ha 95 milioni di visite e 181 milioni di pagine viste al mese, ha più di 675000 membri, ha una penetrazione di oltre il 50% in quasi tutte le province dove è presente, produce più di 1 300 notizie al giorno ed è al 2º posto nella classifica Audiweb (dati del censimento giornaliero) e in comScore (pubblico generale mensile) informazioni italiane.
L'azienda è presente nella classifica del giornale Il Sole 24 Ore tra le 350 aziende italiane con più alto tasso di crescita, alla posizione 216.

## Attività
Citynews si occupa di editoria digitale e gestisce oltre 50 edizioni locali:
- AgrigentoNotizie
- AnconaToday
- ArezzoNotizie
- AvellinoToday
- BariToday
- BolognaToday
- BresciaToday
- BrindisiReport
- CasertaNews
- CataniaToday
- CagliariToday
- CesenaToday
- ChietiToday
- FirenzeToday
- FoggiaToday
- ForlìToday
- FrosinoneToday
- GenovaToday
- IlPescara
- IlPiacenza
- LatinaToday
- LeccePrima
- LeccoToday
- LivornoToday
- MessinaToday
- MilanoToday
- ModenaToday
- MonzaToday
- NapoliToday
- NovaraToday
- PadovaOggi
- PalermoToday
- ParmaToday
- PerugiaToday
- PisaToday
- QuiComo
- RavennaToday
- ReggioToday
- RiminiToday
- RomaToday
- SalernoToday
- SassariToday
- SondrioToday
- TarantoToday
- TerniToday
- TorinoToday
- TrentoToday
- TrevisoToday
- TriestePrima
- UdineToday
- VeneziaToday
- VeronaSera
- VicenzaToday

Ad esse si affiancano quattro edizioni regionali (LiguriaToday, PugliaToday, RomagnaOggi e ToscanaToday), tre edizioni tematiche (AgriFoodToday, GoalShouter e ShopToday), un'edizione nazionale (Today) e una sulle politiche dell'Unione europea (EuropaToday).

## Dati societari
Si tratta di una società per azioni con capitale diviso tra:
- P101 SGR (24,52%)
- Francesco Micheli e Associati S.r.l. (24,52%)
- Luca Lani (23,97%)
- Fernando Diana (18,08%)
- Strategy S.r.l. (8,91%)

La gestione dell'impresa è affidata ad un consiglio di amministrazione composto da cinque membri: Fernando Diana (presidente ed amministratore delegato), Luca Lani, Krzysztof K. Wasielewski (direttore tecnico), Matteo Bruno Renzulli e Fabio Meloni. L'azienda ha sede legale e operativa a Milano e sede amministrativa e operativa a Roma.